# Сянцзян

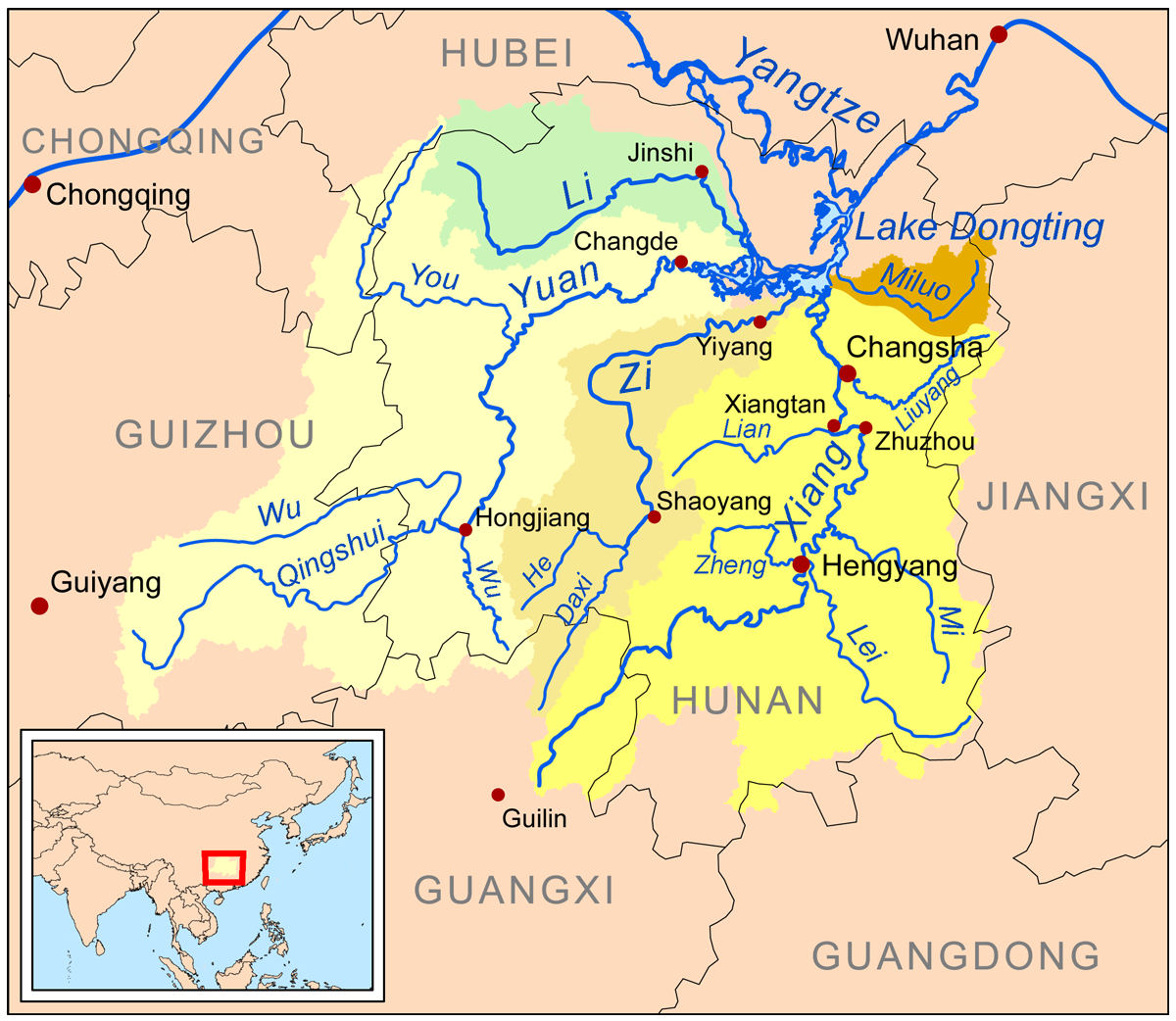

Сянцзян (кит. упр. 湘江, пиньинь Xiāng Jiāng) — река на юго-востоке Китая. Является крупнейшей рекой провинции Хунань, которой дала второе название — Сян (湘), а также крупнейшим притоком Янцзы. Длина реки — 801 км, площадь бассейна около 95 тысяч км², средний расход воды 2270 м³/с.
Исток расположен в горах Наньлин в Гуанси-Чжуанском автономном районе. В верховьях Сянцзян соединена каналом с рекой Лицзян. Впадает в озеро Дунтинху.
Воды реки используются для орошения, судоходство практикуется до города Сянтань. В 2001 году Всемирный банк выделил Китаю $100 млн для освоения реки Сянцзян.

## Притоки
- Сяошуй (瀟水)
- Чжэншуй (蒸水)

## Крупные города
- Хэнъян
- Чжучжоу
- Сянтань
- Чанша